# Wiener Platz (Dresden)
Der Wiener Platz in Dresden (1974–1991 Leninplatz) liegt nördlich vor dem Hauptbahnhof. Er bildet den Übergang zwischen Bahnhof, Fußgängerzonen mit Ladengeschäften und dem öffentlichen Personennahverkehr und ist damit einer der wichtigsten Verkehrsknotenpunkte im Straßenbahnnetz der Stadt.

## Lage

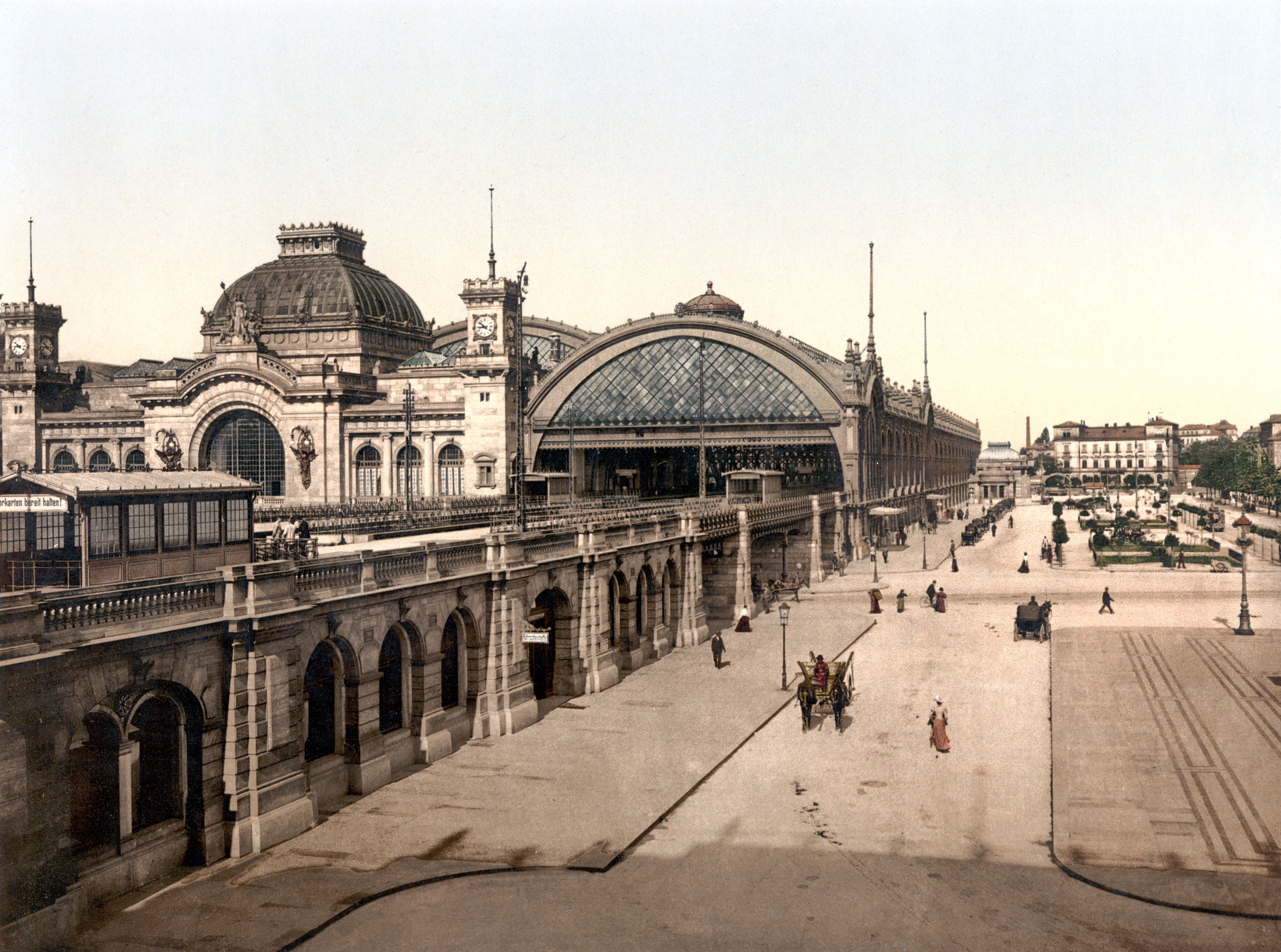
Historische Ansicht um 1905

Der Platz liegt am südlichen Rand des Stadtbezirk Altstadt im Stadtteil Seevorstadt. Am Wiener Platz beginnend lässt sich östlich eine Achse durch Dresden ziehen, die von der Russisch-Orthodoxen Kirche über die Prager Straße, die Seestraße, den Altmarkt, den Schloßplatz, über die Augustusbrücke, den Neustädter Markt und die Hauptstraße bis zum Albertplatz reicht.
Am Wiener Platz treffen Prager Straße, St. Petersburger Straße, Ammonstraße, Wiener Straße und Fritz-Löffler-Straße aufeinander. Südlich des hier von Ammon- und Wiener Straße markierten 26er Rings befindet sich der Dresdner Hauptbahnhof.

## Geschichte und Bebauung

### Geschichte bis 1945

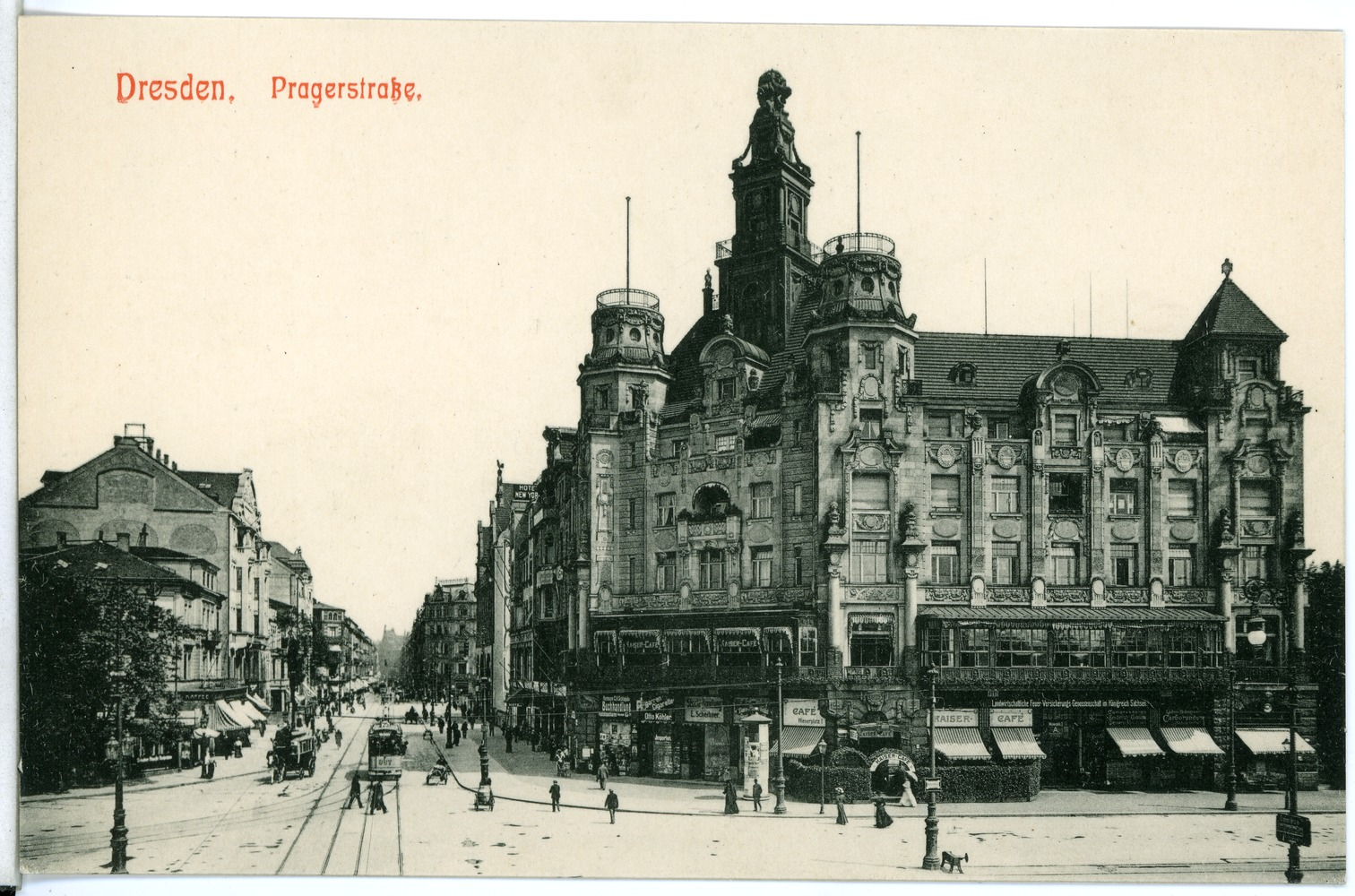
Eckhaus Wiener Platz 1

Von 1851 an führte die Prager Straße zum Böhmischen Bahnhof, wenngleich nicht direkt auf ihn zu. Vor dem Bahnhof befand sich ein größerer Platzbereich, der jedoch der Wiener Straße zugerechnet wurde. Erst nach dem Bau des Hauptbahnhofes wurde eine Benennung des Platzes, der sich nunmehr an dessen Nordfront befand, vorgenommen: Seit 1903 heißt dieser Platz Wiener Platz
Um 1930 gruppierten sich zehn Gebäude um den Platz, darunter Villen und drei Hotels, wie das 1888 errichtete Hotel „Kaiser Wilhelm“ und das Hotel Sandig. Dominiert wurde der Platz durch das prunkvolle Gebäude der „Landwirtschaftlichen Feuerversicherungs-Genossenschaft“ mit der Adresse Wiener Platz 1, das vom September 1901 bis Oktober 1902 nach Plänen von Kurt Diestel gebaut wurde. Das fünfgeschossige platzbeherrschende Eckgebäude wurde über der abgeschrägten Gebäudeecke bekrönt durch einen dreistufigen Turm im Neo-Empirestil, den Georg Pöschmann entworfen hatte. Die reichgegliederte Fassade wurde mit Elementen aus der Wiener Variante des Jugendstils, der Secession, verziert. Im Erdgeschoss befanden sich acht schmale Läden sowie ein Straßencafé, was zum Kaiser-Café im ersten Obergeschoss gehörte.
Zum Kaiser-Café selbst im ersten Obergeschoss, bis in die 1920er Jahre im Jugendstil ausgestattet (Innenarchitekt: Richard Richter), führte eine breite Treppe hinauf. Es war stadtbekannter Treffpunkt des mittleren und gehobenen Bürgertums (weshalb das Gebäude selbst häufig als Kaiser-Café bezeichnet wurde) und hatte im Café selbst 600 Plätze, die mit Halbwänden in sogenannte Kojen abgeteilt waren. Dazu kamen Billiardsäle und ein Konzertsaal, in dem täglich Konzerte stattfanden, spezielle Karten- und Schachtische. Zum Wiener Platz zu hatte das Café einen 34 Meter langen Balkon, der später zur Veranda umgebaut wurde. 1936 wurde das Café geschlossen, die Räume nutzte nunmehr die Kraftverkehrsgesellschaft Sachsen, das Straßencafé wurde Wartehalle.
1945 wurden sämtliche Gebäude am Wiener Platz während der Luftangriffe auf Dresden zerstört und bis Anfang der 1950er Jahre abgerissen.

### Platzerneuerung

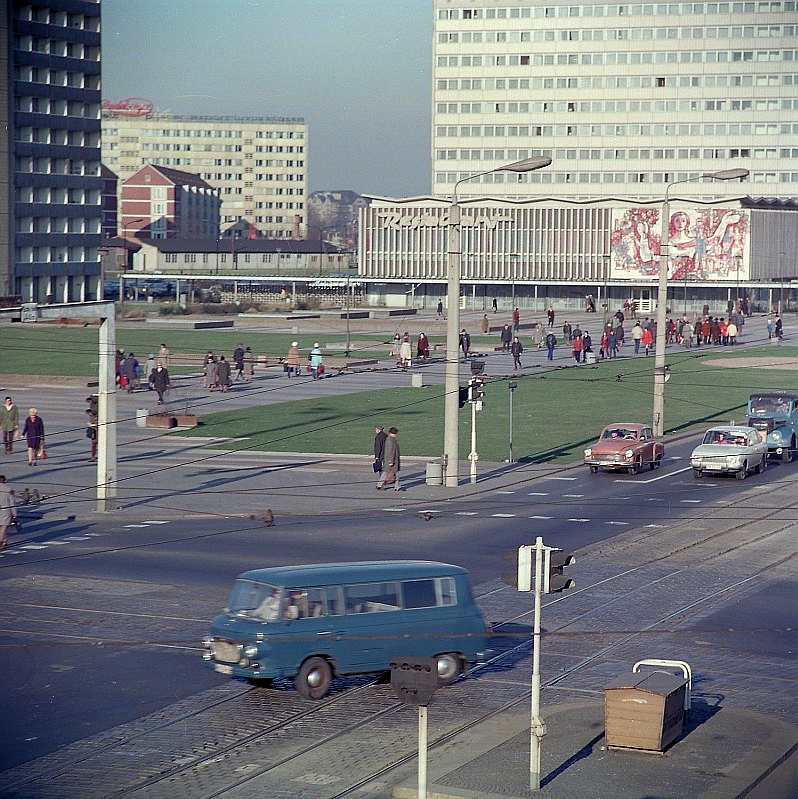
Historische Ansicht 1972

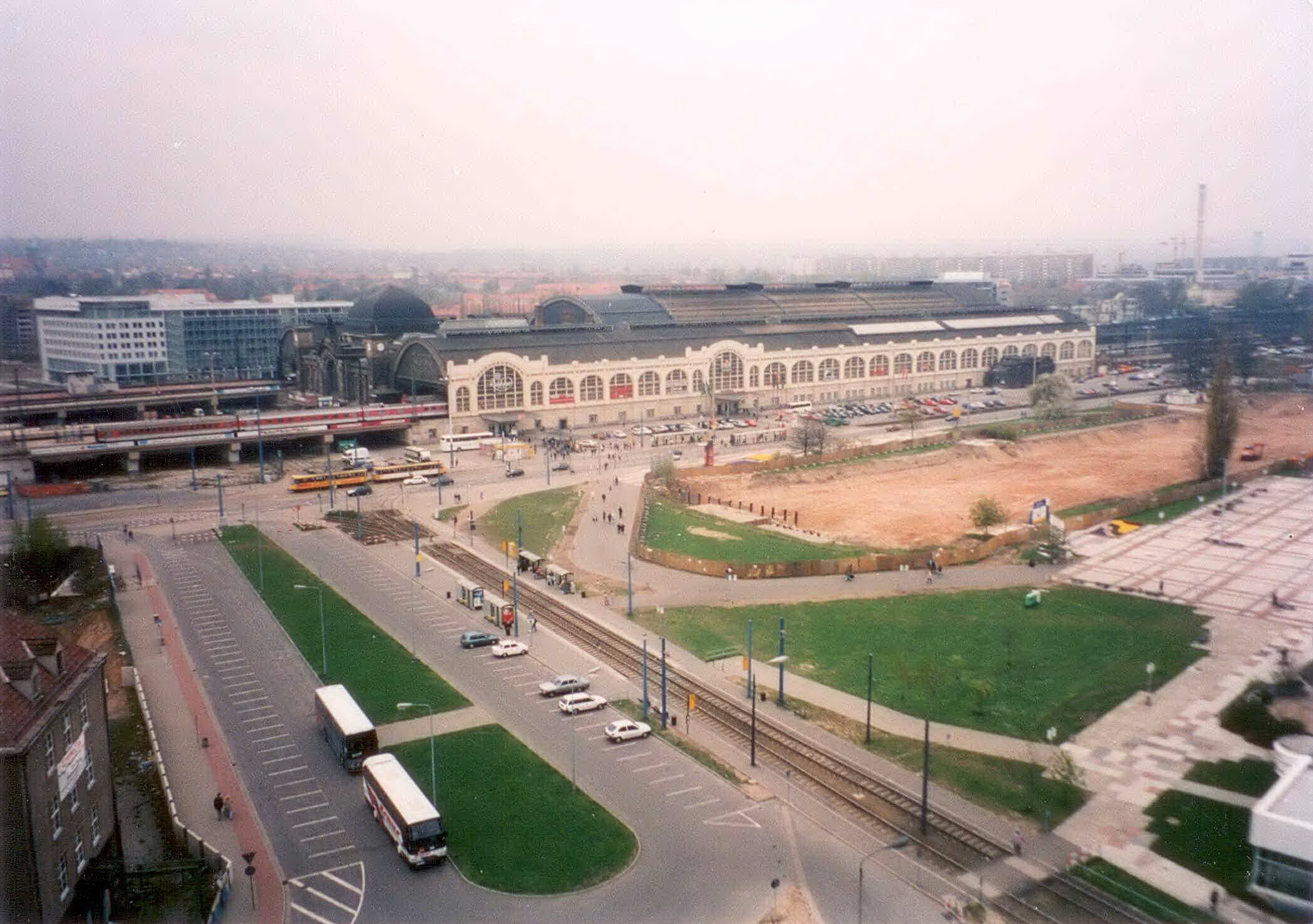
Bauarbeiten am Straßentunnel 1997

Nach der Kriegszerstörung 1945 blieb der Platz für etwa 40 Jahre eine größtenteils begrünte Freifläche. In den Stadtkarten war er daher bis 1974 weitgehend namenlos, mit der Aufstellung des Lenindenkmals erhielt er die Bezeichnung Leninplatz. Nach der Wende im Jahr 1990 galt der Platz neben dem Potsdamer Platz in Berlin als zweitgrößte innerstädtische Baustelle Deutschlands. Im Gegensatz zum Neumarkt, der nach historischem Vorbild bebaut wird, ist der Wiener Platz Teil der modernen Bebauung Dresdens. Durch die Gebäude direkt am Platz entstehen die alten Platzproportionen wieder.
Im Süden wird der Platz durch die 230 Meter lange Seite des Hauptbahnhofs abgeschlossen. Ihm gegenüber entstanden eine Reihe von quaderförmigen Einzelhäusern. Zwei davon wurden im Zusammenhang mit dem neuen Kugelhaus errichtet. Die Kugel verbindet beide Häuser, nach deren Proportionen bis 2007 drei weitere Gebäude entstanden. Sowohl an der Front des Hauptbahnhofs als auch an den neuen Gebäuden dominiert der Baustoff Glas. Vom Platz aus ist das neue mit einem Teflongewebe bedeckte Dach des Hauptbahnhofs erkennbar. Seit Herbst 2006 ist auch die alte Eingangskuppel des Bahnhofs wieder mit Glas verkleidet.
Unter dem Wiener Platz befinden sich ein Straßentunnel und eine Tiefgarage über mehrere Etagen. Zwischen Hauptbahnhof und Straßenbahnhaltestelle befinden sich deshalb Aufgänge der Treppenhäuser und Lichtschächte, die in Springbrunnen eingelassen sind.
Die Planung des Wiener Platzes, einschließlich der Freiraumgestaltung, der Tiefgaragen, deren Aufgänge und Aufbauten, sowie die Dachkonstruktion und der Servicepavillon der DVB unterlagen von Hatzfeldt Architekten Schönwälder von 1994–2002 in Zusammenarbeit mit Heinle Wischer und Partner. Der Städtebau wurde vom Architekturbüro Mronz in Köln übernommen.

### Lenindenkmal

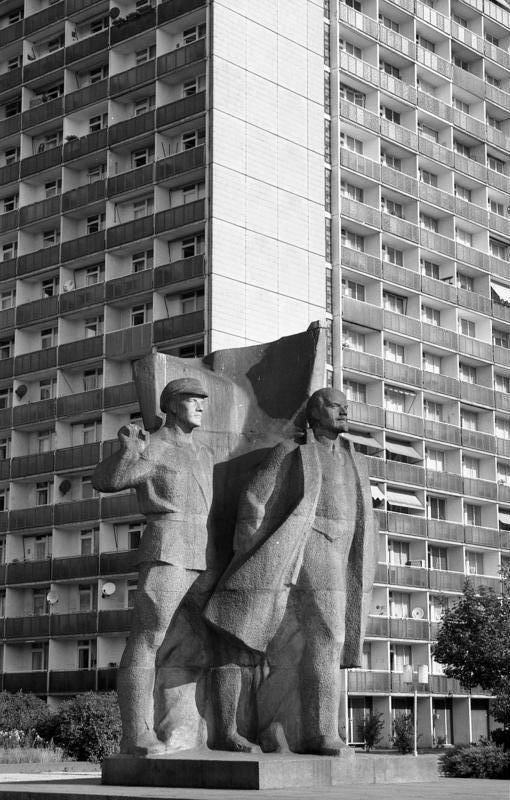
Lenindenkmal. 1974 bis 1992 auf dem Platz.

Am 6. Oktober 1974 wurde in Anwesenheit von Hans Modrow, dem 1. Sekretär der SED-Bezirksleitung Dresden, ein Denkmal zu Ehren Wladimir Iljitsch Lenins eingeweiht. Aus diesem Anlass wurde der Wiener Platz in Leninplatz umbenannt. Das 120 Tonnen schwere Denkmal aus rotem karelischem Granit entstand in der Werkstatt des russischen Bildhauers Grigori Danilowitsch Jastrebenezki. Es zeigte Lenin in Überlebensgröße mit einem Rotfrontkämpfer und einem Arbeiter.
Nach der Wiedervereinigung erhielt der Platz 1991 seinen alten Namen zurück. Die Stadt verschenkte 1992 das Denkmal an den Steinmetz Josef Kurz aus Gundelfingen an der Donau für einen geplanten Skulpturenpark; der jedoch durch den Tod von Kurz 1994 nicht realisiert wurde. Im Rahmen der Kunstaktion „Lenin on Tour“ von Rudolf Herz kam es 2004 für einen Tag nach Dresden zurück.

### „Wiener Loch“
Die etwa zwei Jahrzehnte brachliegende Baugrube auf dem größten und zentralen Grundstück „MK5“ am Eingang zur Prager Straße war in Dresden als Wiener Loch bekannt. Nachdem eine rein kommerzielle Nutzung der Fläche jahrelang nicht zustande gekommen war, plante die Stadt einen Neubau für die Staatsoperette als Ankermieter. Das diesbezügliche Vergabeverfahren musste die Stadtverwaltung jedoch im Oktober 2007 für gescheitert erklären, da keiner der Interessenten die Ziele für einen niedrigen Zuschussbedarf des Theaters erfüllte.
Im Juli 2008 entschied die Stadtverwaltung, diese letzte große Lücke am Platz mit einem Einkaufszentrum zu bebauen, dessen Fertigstellung im Jahr 2010 erfolgen sollte. Dieses Projekt der HLG Projektmanagement Münster scheiterte ebenfalls, nachdem im Frühjahr 2009 die IKB-Bank ihre Finanzierungszusage zurückzog. Im Jahr 2009 sah die Wilfried-Euler-Unternehmensgruppe aus Berlin den Kauf des Grundstück MK 5 für 4,5 Millionen Euro vor und wollte darauf ein Geschäftshaus errichten. Im selben Jahr trug der Bund der Steuerzahler das Wiener Loch in sein Schwarzbuch ein, da die Sicherung der Baugrube monatlich rund 30.000 Euro kostete.
Im April 2012 änderte der Bauausschuss des Stadtrats den Bebauungsplan dahingehend, dass dort auch Wohnungen gebaut werden dürfen. Im Oktober 2012 entschied der Bauausschuss, dass das Grundstück noch einmal unter dem Marktwert von zehn Millionen Euro ausgeschrieben werden soll.
Am 18. Juni 2013 verkaufte die Kommune das Grundstück für 9,5 Millionen Euro an die Hamburger Revitalis Real Estate AG. Von 2014 bis 2016 entstand unter dem Namen „Prager Carrée“ ein Gebäudekomplex mit Wohnungen, Ladengeschäften und Platz für einen Supermarkt.
Auch die Vermarktung der anderen, inzwischen bebauten Grundstücke an Wiener Platz und südlicher Prager Straße entwickelte sich zum finanziellen Desaster für die Landeshauptstadt. Die eigens zur Planung und Erschließung gegründete Aufbaugesellschaft Prager Straße mbH (AGP) vermochte es nicht, die auf den überhöhten Bodenpreisen der frühen 1990er Jahre basierende Prognose auch nur annähernd zu erfüllen. Das Ausbleiben der wegen der besten Innenstadtlage erhofften Einnahmen aus den Grundstücksverkäufen führte für die Stadt Dresden zu hohen Fehlbeträgen. Während ursprünglich vorgesehen war, durch die Vermarktung der darüber- und umliegenden Flächen die aufwändigen unterirdischen Bauwerke (Straßentunnel und Tiefgarage) der 1990er Jahre zu refinanzieren, musste die Stadt schließlich erwartete Gewinne aus zukünftigen Grundstücksverkäufen an die Depfa Bank abtreten, um überhaupt die vollständige Erschließung des gesamten Areals sicherzustellen. Insgesamt kostete das Vorhaben Wiener Platz zwischen 1996 und 2008 etwa 151 Millionen Euro, davon 87 Millionen Euro Dresdner Eigenmittel und 64 Millionen Euro Fördermittel. Korrekterweise hatten jedoch bereits 1995 Stadträte, darunter Ingolf Roßberg, anhand der Vorlage der Stadtverwaltung nachgewiesen, dass ein Verlust (Zuschuss) in dieser Höhe eintreten kann. Bei bereits damals absehbaren und realistischen Zahlen verblieb eine Unterdeckung zu Lasten des städtischen Haushaltes (Eigenmittel) von 135 Millionen DM (etwa 69 Millionen Euro).

## Verkehr

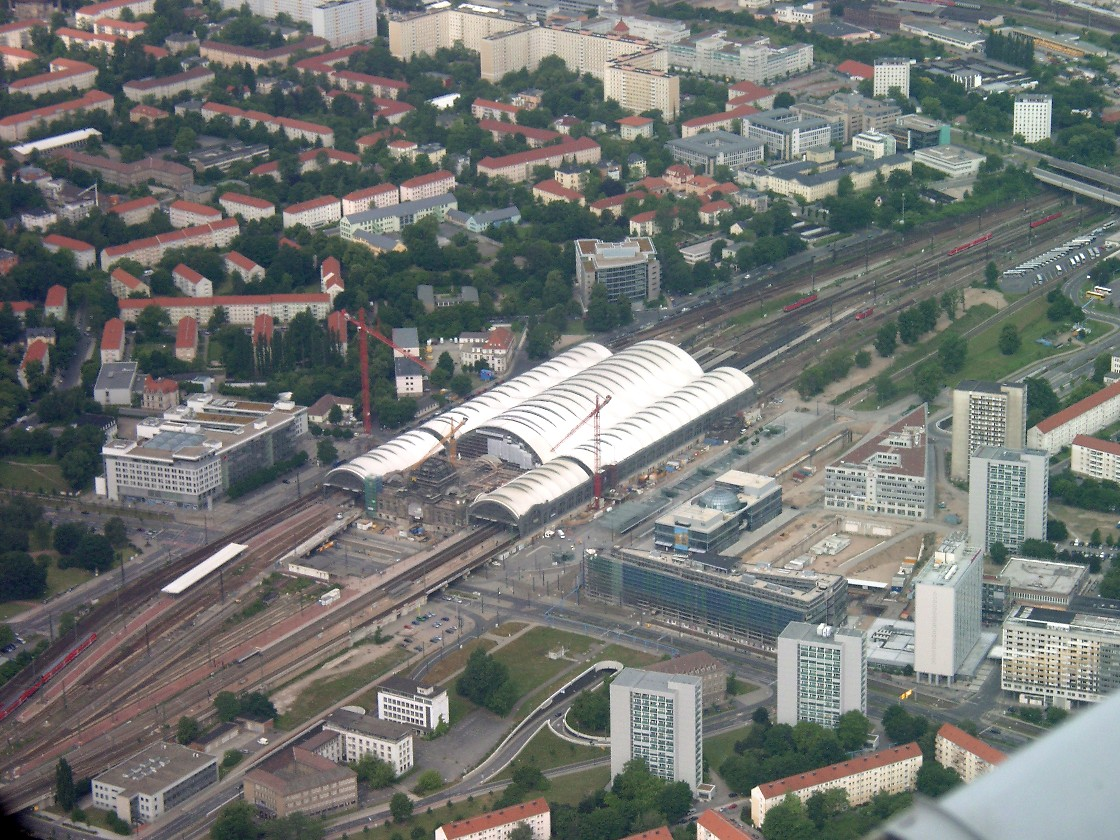
Hauptbahnhof und Umfeld – Vor dem Hauptbahnhof: Die Baustellen am Wiener Platz

Am Wiener Platz befinden sich einige Haltestellen für den Hauptbahnhof. An diesen verkehren sechs Straßenbahnlinien und eine Buslinie der Dresdner Verkehrsbetriebe. Der Platz ist dabei streng genommen nur ein Teil eines Umsteigekomplexes, der sich aus mehreren Haltestellen um den Hauptbahnhof herum bildet.
Die Straßenbahnhaltestelle auf dem Wiener Platz ist weitestgehend überdacht. Der Zugang zu den Bahnsteigen des Bahnhofs erfolgt von dieser Haltestelle ohne Überqueren einer Straße mit wenigen Schritten.
Der Kfz-Verkehr unterquert in ost-westlicher Richtung in einem Tunnel kreuzungsfrei den Wiener Platz und den stadtwärtigen Verkehr der Bundesstraße 170 (St. Petersburger Straße). Damit ist der Wiener Platz Teil einer Fußgängerzone, die am Hauptbahnhof beginnt, entlang der Prager Straße führt, und bis auf zwei kreuzende Straßen (Dr.-Külz-Ring/Waisenhausstraße entlang der früheren Befestigungsanlagen sowie Wilsdruffer Straße am Altmarkt) bis zum Neumarkt reicht.

## Rezeption
Das Lenindenkmal und der Wiener Platz sind wichtige Schauplätze im Film Kunst des Künstlerprojektes Veritas aus Dresden.
Der Filmemacher Werner Kohlert drehte 1990 und 1991 u. a. auf dem Leninplatz im Auftrag der Stadt für seinen Dokumentarfilm Dresdner Interregnum 1991.

## Baumbestand am Wiener Platz
Mit der Enttrümmerung und dem Wiederaufbau erfolgten umfangreiche Baumbepflanzungen. Mit der Umgestaltung des Platzes wurden neue Baumpflanzungen getätigt. Die besonderen Wuchsformen, Ausprägungen und Verwachsungen unterschiedlichster Bäume und Gehölzen vorzufinden.
Der Baumbestand besteht aus folgenden dendrologischen Gehölzen:
- Corylus colurna (Baumhasel)
- Liquidambar styraciflua (Amerikanischer Amberbaum)
- Platanus x acerifolia (Gewöhnliche Platane)
- Robinia pseudoacacia 'Umbraculifera' (Kugel-Robinie)[18]